# غافين ماكسويل (راكب الكنو)
غافين ماكسويل هو راكب الكنو كندي، ولد في 28 أغسطس 1970.

## وصلات خارجية
- غافين ماكسويل على موقع أوليمبيديا (الإنجليزية)